# Picicola
Picicola är ett släkte av insekter som beskrevs av Clay och Richard Meinertzhagen 1938. Picicola ingår i familjen fjäderlöss.
Släktet innehåller bara arten Picicola candidus.